# Los Zorros
Los Zorros é um município da província de Córdova, na Argentina.